# Windows Server
Windows Server (dříve Windows NT Server) je v informatice název značky serverově orientovaných vydání operačního systému Windows NT, které jsou vyvíjeny společností Microsoft od roku 1993. Jeho první verzí je Windows NT 3.1 Advanced Server, speciální edice Windows NT 3.1. S vydáním Windows Server 2003 začal Microsoft vyvíjet nové verze právě pod názvem Windows Server. Nejnovějším vydáním byl k lednu 2025 Windows Server 2025.
Windows 2000 Server je první vydání, které obsahuje Active Directory, DNS Server, DHCP Server a Group Policy.